# Enemy Ace
Enemy Ace (dt. sinngemäß „Das feindliche Ass“) ist der Titel einer Reihe von Comicveröffentlichungen des US-amerikanischen Verlages DC-Comics.
Enemy Ace handelt von den Kriegserlebnissen eines fiktiven deutschen Jagdfliegers namens Hans von Hammer im Ersten Weltkrieg, der aufgrund seines überragenden Könnens als Kampfpilot auch Enemy Ace oder The Hammer of Hell (Höllenhammer) genannt wird. Die Reihe ist dem Genre der Kriegscomics zuzurechnen.

## Entstehung, Hintergründe und Vorbilder von Enemy Ace
Erfinder der Figur Enemy Ace war der Autor Robert Kanigher. Kanigher war auch der Autor der ersten Geschichten über die Figur ab 1965. Zeichner dieser Geschichten war Joe Kubert. Ungefähres Vorbild für die Titelfigur der Reihe war der deutsche Jagdflieger Manfred von Richthofen, der als „Der Rote Baron“ bekannt geworden ist. Die Szenarien, in denen die Abenteuer des „feindlichen Asses“ spielen, sind dementsprechend an die Situation des Ersten Weltkriegs angelehnt. Die erste Enemy Ace-Geschichte erschien in dem Comicheft Our Army at War #151 vom Februar 1965.

## Veröffentlichungen der Enemy Ace-Reihe
Enemy Ace erschien zunächst ab 1965 einige Monate lang als Back-Up-Feature in der Kriegs-Serie Our Army at War, bevor die Reihe als Test-Feature in die mit wechselnden Inhalten bestückte Anthologie-Reihe Showcase wechselte. Dort waren die Ausgaben #57 und #58 vom August und Oktober 1965 Enemy Ace gewidmet.
Nachdem die Verkaufszahlen in Showcase nicht hinreichend hoch waren, um den Start einer eigenen Serie über die Figur zu rechtfertigen, wurde Enemy Ace im Mai 1968 in die Kriegscomicsserie Star Spangled War Stories verschoben. Hier wurde die Reihe, beginnend mit der Ausgabe #138, allmonatlich zusammen mit mehreren anderen sogenannten „Features“ abgedruckt. Dem übergeordneten Thema der Serie entsprechend erzählten alle diese Reihen von den Kriegserlebnissen verschiedener Protagonisten. Bis zur Nummer #151 vom Juli 1970 wurden die Geschichten über Enemy Ace jeweils auf den ersten Seiten der Hefte untergebracht. Ab der Ausgabe #152 wurde die Reihe zugunsten der Reihe The Unknown Soldier, die fortan zu Beginn der Hefte abgedruckt wurde, als sogenanntes „Backup-Feature“ im hinteren Teil der Hefte platziert.
1989 erschien eine von John Byrne verfasste und gezeichnete „stumme“ Geschichte (d. h. eine Geschichte ohne Dialoge oder Erzählerkommentare, die ausschließlich durch Bilder erzählt wird) über die Figur in der Anthologie Christmas with the Superheroes #2.
1990 erschienen der Band Enemy Ace: War Idyll, der von George Pratt geschrieben und gezeichnet wurde. Dieser schildert, wie Hammer sich – inzwischen ein greiser Mann – auf energische Weise gegen den Vietnamkrieg wendet. 2001 folgte die von Garth Ennis verfasste und von Chris Weston gezeichnete zweiteilige Miniserie Enemy Ace: War in Heaven. Diese berichtet von Hammers Erlebnissen während des Zweiten Weltkrieges.

## Inhalt
Enemy Ace erzählt Abenteuergeschichten während des Ersten Weltkriegs aus der Warte des deutschen Piloten Hans von Hammer. Die meisten Geschichten spielen auf bzw. über den Schlachtfeldern des Krieges, in dem der Titelheld als Jagdpilot im Dienst des Deutschen Kaiserreiches zum Einsatz kommt. Hammer fliegt in den meisten Geschichten eine Fokker Dr.I.
Hans von Hammer ist der Spross eines ostpreußischen Adelsgeschlechtes. Er ist ein Mann, der stark vom Ehrencodex der preußischen Offizierskaste durchdrungen ist, und der als Mensch über großen persönlichen Anstand verfügt. Als „Ritter der Lüfte“ behandelt er die französischen, britischen und amerikanischen Piloten, die er im Kampf trifft, stets mit Respekt.
Ein wiederkehrendes Motiv ist, dass Hammer nach einem gewonnenen Luftkampf sogar um die feindlichen Piloten, die er getötet hat, trauert, weil er sie als Menschen achtet und es ihn bedrückt, dass er sie töten „musste“, obwohl er ihnen wohlgesonnen ist.
Einzelne Geschichten erzählen Abenteuer, die jenseits der Kriegsschauplätze des „Großen Krieges“ spielen. So werden mehrfach Hammers Jagdtouren im Schwarzwald gemeinsam mit einem befreundeten Wolf geschildert.
Spätere Veröffentlichungen der Reihe beleuchten verstärkt Hammers Leben nach dem Ersten Weltkrieg. Eine mehrteilige Geschichte erzählt seine Erlebnisse in den 1920er Jahren, als er gemeinsam mit dem gealterten Wild-West-Helden Bat Lash auf Schatzsuche geht, wobei die beiden auf eine entlegene Insel verschlagen werden, auf der noch Dinosaurier und andere bedrohliche Kreaturen existieren.

## Adaptionen des Stoffes in anderen Medien
Die Folge „Aquaman' Outrageous Adventure“ der Zeichentrickserie Batman: The Brave and the Bold aus dem Jahr 2010 erzählt im Teaser-Abschnitt zu Beginn der Folge ein kurzes gemeinsames Abenteuer von Enemy Ace und dem Superhelden Batman, in dem das ungleiche Paar mit Hilfe ihrer Flugvehikel ein außerirdisches Geschütz zerstört. Im englischsprachigen Original übernahm der Schauspieler John DiMaggio die Synchronisierung der Figur des Hans von Hammer.

## Nachdrucke
Nachdrucke von Graphic Novels und Miniserien
- Enemy Ace: War Idyll, 1990. (gebundene Ausgabe; eine Softcover-Ausgabe folgte 1995)
- Enemy Ace: War in Heaven, 2003. (Nachdruck der gleichnamigen Miniserie von 2001)

Archiv-Editionen
- The Enemy Ace. Archives, Bd. 1, 2002. (Nachdruck von „Enemy Ace“-Geschichten aus Our Army At War #151–155, Showcase #57–58 und Star-Spangled War Stories #138–142)
- The Enemy Ace. Archives, Bd. 2, 2006. (Nachdruck von „EnemyAce“-Geschichten aus Star-Spangled War Stories #143–145 und 147–150, 152, 181–183 und #200)